# Марии
Мариите (gens Maria) е плебейска фамилия от Древен Рим.
Най-известен тяхен представител е Гай Марий, голям генерал и седем пъти консул.
Фамилията е от сабински произход, името (nomen) Марий е от оското име (praenomen) Marius.
Известни от фамилията:
- Квинт Марий, triumvir monetalis 2 век пр.н.е.
- Гай Марий, дядо на генерал Марий
- Гай Марий, баща на генерал Марий, женен за Фулциния.
- Гай Марий, генерал, консул 107, 104, 103, 102, 101, 100 и 86 пр.н.е.
- Гай Марий Младши, осиновен син на генерал Марий, консул 82 пр.н.е.
- Гай Марий (сенатор), роднина на генерал Марий.[1]
- Марк Марий Грацидиан, претор 85 и 84 пр.н.е., син на сестрата на генерал Марий и Марк Грацидий
- Гай Марий Капитон, triumvir monetalis 81 пр.н.е.
- Марк Марий, квестор 76 пр.н.е.
- Амаций Марий, син или внук на генерал Марий.
- Марк Марий, приятел на Цицерон.[2]
- Луций Марий, народен трибун 62 пр.н.е.[3]
- Луций Марий, квестор 54 пр.н.е.[4][5]
- Секст Марий, легат на Публий Корнелий Долабела в Сирия 43 пр.н.е.[6]
- Гай Марий Трог, triumvir monetalis при Август.[7]
- Тит Марий, от Урбинум, common soldier при Август.[8]
- Публий Марий, консул 62 г.
- Авъл Марий Целз, суфектконсул 69 г.
- Марий Матур, прокуратор на Alpes Maritimae по времето на Отон и Вителий.[9]
- Гай Марий Марцел Клувий Руф, суфектконсул 80 г.
- Марий Приск, проконсул на Африка 100 г.[10]
- Марий Секундус, управител на Фениция и Египет при император Макрин.[11]
- Луций Марий Перпету, прокуратор на Лугдунска Галия и Аквитания
- Марий Максим, суфектконсул 198 или 199, консул 223 г.
- Луций Марий Максим, консул 223 и 232 г.
- Марий Максим, историк 3 век.
- Луций Марий Перпету, консул 237 г.
- Марк Аврелий Марий, галски император (+ 268 г.)
- Гай Марий Викторин, граматик, реторик и философ 4 век.
- Марий Меркатор, писател през 5 век.
- Марий Плотий Сакердот, латински граматик през 5 или 6 век.